# 斯托克布里奇 (紐約州)
斯托克布里奇（英語：Stockbridge）是一個位於美國紐約州麥迪遜縣的鎮。

## 人口
根據2020年美國人口普查的數據，斯托克布里奇的面積為81.66平方千米，皆為陸地。當地共有人口1972人，而人口密度為每平方千米24人。